# 아다지시

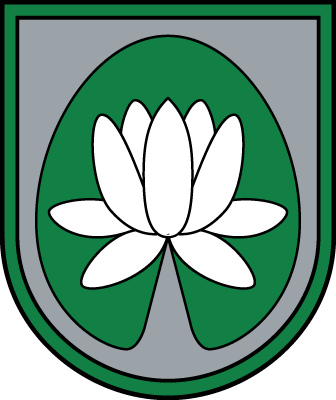
시 문장

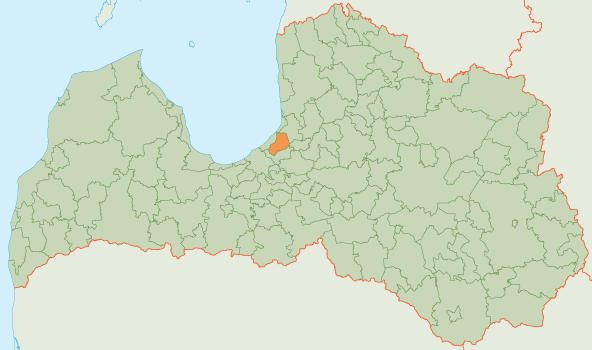
아다지 시의 위치

아다지시(라트비아어: Ādažu novads)는 라트비아의 지방 자치체로 행정 중심지는 아다지이며 면적은 162.9km2, 인구는 9,342명(2009년 기준), 인구 밀도는 57명/km2이다.

## 같이 보기
- 라트비아의 행정 구역